# Rüdiger Giebler

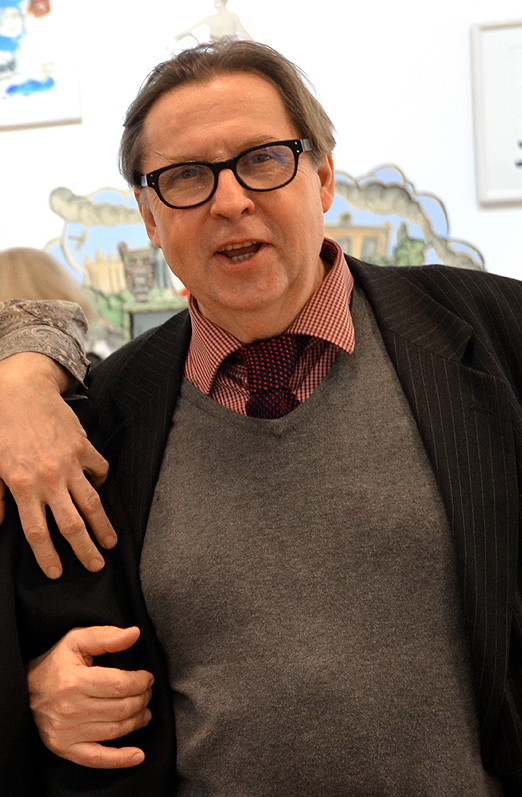
Rüdiger Giebler, 2018

Rüdiger Giebler (* 2. Januar 1958 in Halle (Saale)) ist ein deutscher Maler und Grafiker.

## Leben
Rüdiger Giebler machte von 1974 bis 1976 eine Landvermesserlehre. Von 1980 bis 1986 studierte er an der Burg Giebichenstein in Halle Bildteppichgestaltung bei Inge Götze und Malerei und Grafik bei Frank Ruddigkeit. Er schloss 1986 mit einem Diplom als Maler und Graphiker ab. Seit 1986 ist er freischaffend in Halle. Von 1991 bis 1995 war er Leiter der städtischen „Galerie am Alten Markt“ in Halle. 1997 bekam er ein Stipendium der HAP-Grieshaber-Stiftung in Reutlingen.
Rüdiger Giebler versteht sich als Vertreter des resistenten Postexpressionismus. Er arbeitet hauptsächlich an großformatigen Ölbildern, daneben stehen Zeichnung und Gouache als eigenständige Zuarbeit zur Malerei. Giebler hat in 25 Städten ausgestellt, darunter in Dresden (1986), Leipzig (1987 und 1990), Halle (1990, 1994, 1996, 1998), Aschersleben (1999), Frankfurt am Main (1996), Berlin (1997), Erfurt (1999) und in Reutlingen im Städtischen Kunstmuseum Spendhaus (1997). Giebler kuratiert Ausstellungen und veröffentlicht Werke über Künstler.

## Veröffentlichungen
- Marcks, Halle 1995
- mit G. Westermann und P. Lang: Aus meinem Leben, Moritz Götze, Leipzig 1997, ISBN 3-928833-96-0
- [Station to station, Moritz Götze], Leipzig 1997, ISBN 3-928833-99-5
- Straßenkreuze (Medienkombination) Scriptum-Verlag Magdeburg 2001, ISBN 3-928833-99-5 (auch als Buch und CD erschienen)
- mit Theo O. Immisch und Ernest W. Uthemann: Jens Titus Freitag, Wintermärchenmaschine, Badenweiler 2001
- Moritz Götze, deutscher Pop, Dresden 2002, ISBN 3-364-00478-1
- mit Jörk Rothamel: Timm Kregel, Jahresringe – Arbeiten 1998–2004, Schmalkalden 2004
- V. Triennale Kunstausstellung Sachsen-Anhalt Süd, Halle 2008, ISBN 978-3-939468-50-9
- mit Peter Lang: Karin Jarausch – Dekor und Wirklichkeit. Halle 2009, ISBN 978-3-939468-06-6
- mit Paul Kaiser: Wasja & Moritz Götze  Kunst, Aktion, Provokation, Halle 2009, ISBN 978-3-939468-31-8
- Halle – eine Expedition in sieben Tagen, Halle 2009, ISBN 978-3-939468-10-3
- mit Oliver Kossack: VorORT – Vlado Ondrej, Chemnitz 2010, ISBN 978-3-937176-19-2

als Herausgeber
- Inge Götze – Werke 2004–1964, Nürnberg 2004, ISBN 3-936711-71-2
- Grita Götze – Keramik, Halle 2006, ISBN 978-3-938821-70-1

## Varia
- Für die Künstler Rüdiger Giebler und Moritz Götze handelt es sich bei dem von Thomas Mann in seinem Werk Doktor Faustus beschriebenen imaginären Ort Kaisersaschern um Pobles; ihre gemeinsame weltweite „Grand Tour“-Ausstellung trägt den Zusatz „Made in Kaisersaschern“.[2][3]